# George Philbrook

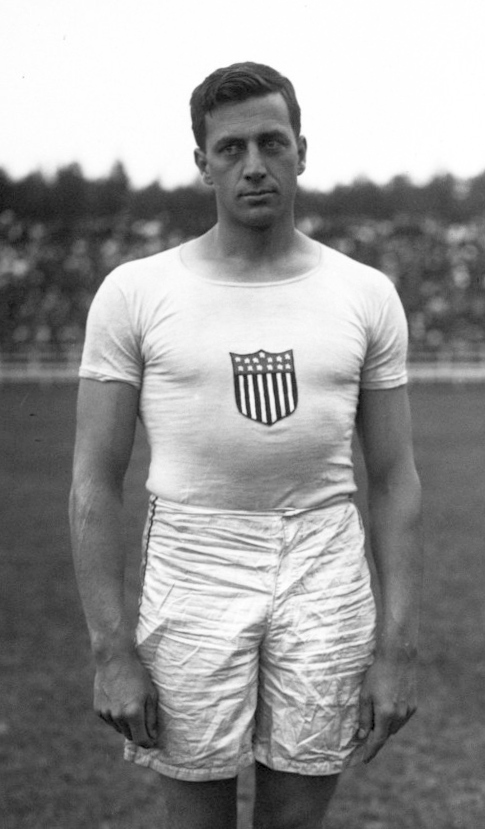
George Philbrook 1912

George Philbrook (George Warren Philbrook; * 10. Oktober 1884 im Sierra Valley, Kalifornien; † 25. März 1964 in Vancouver, Washington) war ein US-amerikanischer Leichtathlet.
Bei den Olympischen Spielen 1912 in Stockholm wurde er Fünfter im Kugelstoßen und Siebter im Diskuswurf. Im Zehnkampf gab er nach neun Disziplinen auf.
George Philbrook war Absolvent der University of Notre Dame. Von 1929 bis 1931 trainierte er das American-Football-Team der University of Nevada, Reno.